# الضرائب في المملكة المتحدة
قد تتضمن الضرائب في المملكة المتحدة مدفوعات لثلاثة مستويات مختلفة على الأقل من الحكومة: الحكومة المركزية (صاحبة الجلالة الإيرادات والجمارك)، والحكومات المفوضة والحكومة المحلية. تأتي إيرادات الحكومة المركزية بشكل أساسي من ضريبة الدخل، ومساهمات التأمين الوطني، وضريبة القيمة المضافة، وضريبة الشركات، ورسوم الوقود. تأتي إيرادات الحكومة المحلية بشكل أساسي من المنح المقدمة من أموال الحكومة المركزية، ومعدلات الأعمال التجارية في إنجلترا، وضريبة المجلس، وبشكل متزايد من الرسوم والتكاليف مثل تلك الخاصة بوقوف السيارات في الشارع. في السنة المالية 2014-2015، كان من المتوقع أن يبلغ إجمالي الإيرادات الحكومية 648 مليار جنيه إسترليني، أو 37.7 في المائة من الناتج المحلي الإجمالي، مع صافي الضرائب ومساهمات التأمين الوطني عند 606 مليار جنيه إسترليني.

## التاريخ
شكلت ضريبة الأرض الموحدة، التي تم تقديمها في الأصل في إنجلترا خلال أواخر القرن السابع عشر، المصدر الرئيسي للإيرادات الحكومية طوال القرن الثامن عشر وأوائل القرن التاسع عشر.

### الحروب النابليونية
أعلن ويليام بيت الأصغر عن ضريبة الدخل في بريطانيا في ميزانيته في ديسمبر 1798 وقدمت في عام 1799 لدفع ثمن الأسلحة والمعدات استعدادًا لحروب نابليون. بدأت ضريبة الدخل (التصاعدية) الجديدة لبيت بضريبة 2 بنس قديم في الجنيه (1/120) على الدخل السنوي الذي يزيد عن 60 جنيهًا إسترلينيًا (ما يعادل 6457 جنيهًا إسترلينيًا اعتبارًا من عام 2020)، وزادت بحد أقصى 2 شلن (10٪) على دخل سنوي يزيد عن 200 جنيه إسترليني. كان بيت يأمل في أن تؤدي ضريبة الدخل الجديدة إلى جمع 10 ملايين جنيه إسترليني، لكن إيصالات 1799 بلغ مجموعها ما يزيد قليلاً عن 6 ملايين جنيه إسترليني.
تم فرض ضريبة الدخل بموجب 5 جداول. لم يتم فرض ضرائب على الدخل الذي لا يقع ضمن الجداول.الجداول الزمنية:
- الجدول أ (ضريبة على الدخل من أراضي المملكة المتحدة)
- الجدول ب (ضريبة على الاحتلال التجاري للأرض)
- الجدول ج (ضريبة على الدخل من الأوراق المالية العامة)
- الجدول د (ضريبة الدخل التجاري والدخل من المهن والمهن والفوائد والدخل الخارجي والدخل العرضي)
- الجدول هـ (ضريبة على دخل العمل)

لاحقاُ، تمت إضافة الجدول F (الضريبة على إيرادات أرباح المملكة المتحدة).
تم فرض ضريبة دخل بيت من عام 1799 إلى عام 1802، عندما ألغاها هنري أدينجتون أثناء صلح أميان. تولى أدينجتون منصب رئيس الوزراء في عام 1801. أعاد أدينجتون فرض ضريبة الدخل في عام 1803 عندما استؤنفت الأعمال العدائية، ولكن أُلغيت مرة أخرى في عام 1816، بعد عام واحد من معركة واترلو.
أثار الجدل الكبير ضرائب الشعير والمنازل والنوافذ والدخل. كان من السهل تحصيل ضريبة الشعير من مصانع الجعة؛ حتى بعد تخفيضها في عام 1822، أنتجت أكثر من 10 في المائة من الإيرادات السنوية للحكومة خلال أربعينيات القرن التاسع عشر. ضربت ضريبة المنزل في الغالب منازل لندن. ضربت ضريبة النوافذ في الغالب مانور البلد.

### ضريبة دخل بيل
أعاد السير روبرت بيل تقديم ضريبة الدخل في قانون ضريبة الدخل لعام 1842. وعارض بيل، بصفته محافظًا، ضريبة الدخل في الانتخابات العامة لعام 1841، لكن عجز الميزانية المتزايد يتطلب مصدرًا جديدًا للأموال. تم فرض ضريبة الدخل الجديدة البالغة 7 أيام بالجنيه الإسترليني (حوالي 2.9٪)، بناءً على نموذج أدينجتون، على الدخول السنوية التي تزيد عن 150 جنيهًا إسترلينيًا (ما يعادل 14.436 جنيهًا إسترلينيًا اعتبارًا من عام 2020).

### الحرب العالمية الأولى
تم تمويل الحرب (1914-1918) عن طريق اقتراض مبالغ كبيرة في الداخل والخارج، من خلال الضرائب الجديدة، والتضخم. تم تمويله ضمنيًا عن طريق تأجيل الصيانة والإصلاح وإلغاء النفقات الرأسمالية. تجنبت الحكومة الضرائب غير المباشرة لأنها رفعت تكاليف المعيشة وتسببت في استياء الطبقة العاملة. كان هناك تركيز قوي على أن تكون «منصفًا» وأن تكون «علميًا». دعم الجمهور بشكل عام الضرائب الجديدة الباهظة، مع الحد الأدنى من الشكاوى. رفضت وزارة الخزانة مقترحات بفرض ضريبة رأسمالية صارمة، والتي أراد حزب العمال استخدامها لإضعاف الرأسماليين. وبدلاً من ذلك، كانت هناك ضريبة أرباح زائدة بنسبة 50٪ على الأرباح فوق المستوى العادي قبل الحرب؛ تم رفع المعدل إلى 80٪ في عام 1917. وأضيفت الضرائب على الواردات الفاخرة مثل السيارات والساعات والساعات. لم تكن هناك ضريبة مبيعات أو ضريبة القيمة المضافة. جاءت الزيادة الرئيسية في الإيرادات من ضريبة الدخل، التي ارتفعت في عام 1915 إلى 3 ثوانٍ. 6 د بالجنيه (17.5٪) وتم تخفيض الإعفاءات الفردية. ارتفع معدل ضريبة الدخل إلى 5s. (25٪) في عام 1916، و 6. (30٪) عام 1918. إجمالاً، شكلت الضرائب 30٪ على الأكثر من الإنفاق القومي، والباقي من الاقتراض. ارتفع الدين القومي من 625 مليون جنيه إسترليني إلى 7800 مليون جنيه إسترليني. عادة ما تدفع السندات الحكومية 5٪ سنوياً تصاعد التضخم بحيث اشترى الجنيه في عام 1919 ثلث السلة التي اشتراها عام 1914. كانت الأجور متخلفة، وكان الفقراء والمتقاعدون هم الأكثر تضررًا.

### القواعد الحديثة
تغيرت ضريبة الدخل في بريطانيا على مر السنين. في الأصل فرضت ضريبة على دخل الشخص بغض النظر عمن كان يحق له الاستفادة من هذا الدخل، ولكن الآن يتم دفع الضريبة على الدخل الذي يستحقه دافع الضرائب بشكل مفيد. تم إخراج معظم الشركات من صافي ضريبة الدخل في عام 1965 عندما تم إدخال ضريبة الشركات. تم توحيد هذه التغييرات من خلال قانون ضرائب الدخل والشركات لعام 1970. كما تم تغيير الجداول الزمنية التي يتم فرض الضرائب بموجبها. تم إلغاء الجدول ب في عام 1988، والجدول ج في عام 1996 والجدول هـ في عام 2003. لأغراض ضريبة الدخل، تم استبدال الجداول المتبقية بقانون ضريبة الدخل (التجارة والدخل الآخر) لعام 2005، والذي ألغى أيضًا الجدول واو لأغراض ضريبة الشركات، تم إلغاء النظام المجدول واستبداله بقوانين ضرائب الشركات لعامي 2009 و 2010. وبلغ أعلى معدل لضريبة الدخل ذروته في الحرب العالمية الثانية بنسبة 99.25٪. انخفض هذا بشكل طفيف بعد الحرب وكان حوالي 97.5 في المائة (تسعة عشر شلنًا وستة بنسات للجنيه) خلال الخمسينيات والستينيات من القرن الماضي.
نشرت HM Revenue and Customs  مجموعة شاملة من الأدلة على الإنترنت حول نظام الضرائب في المملكة المتحدة.

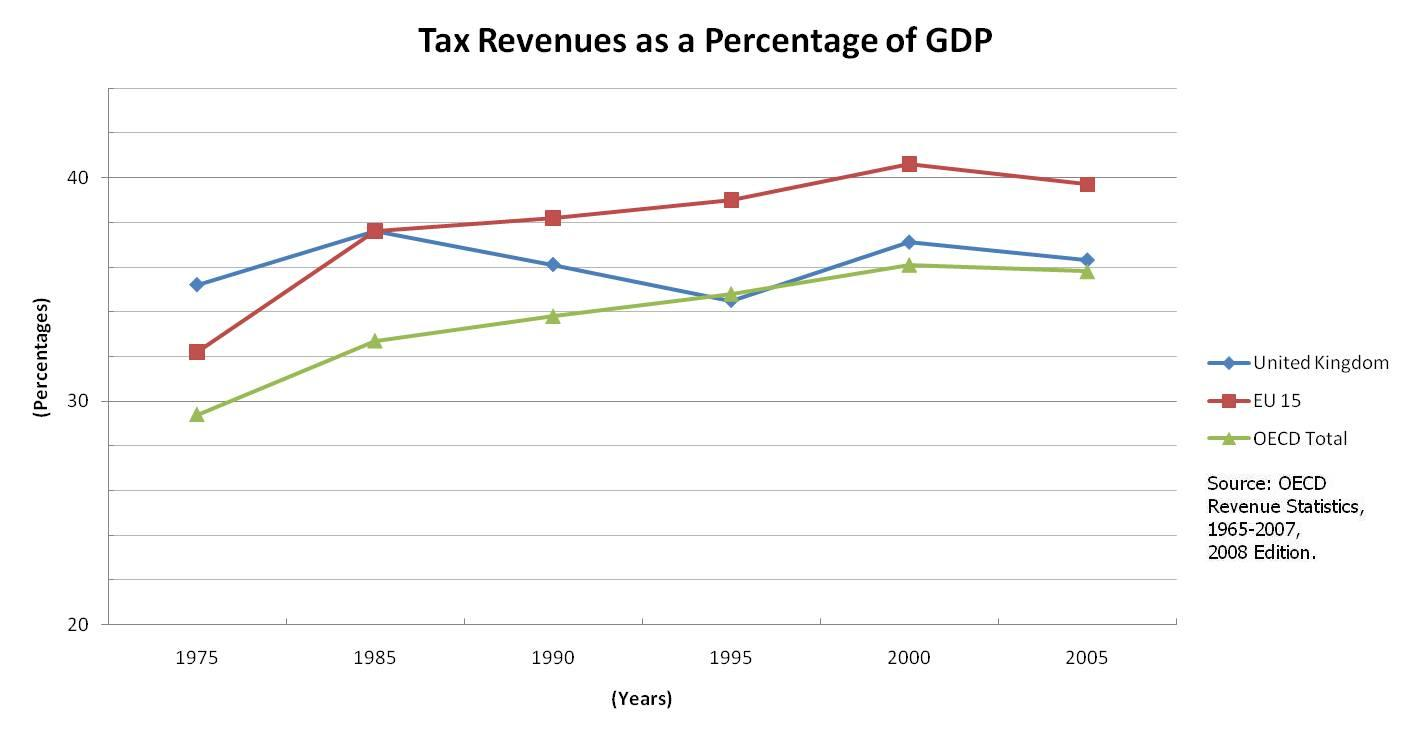
الإيرادات الضريبية كنسبة مئوية من الناتج المحلي الإجمالي للمملكة المتحدة مقارنة بمنظمة التعاون الاقتصادي والتنمية والاتحاد الأوروبي 15.

في عام 1971، تم تخفيض أعلى معدل لضريبة الدخل على الدخل المكتسب إلى 75٪. أبقت تكلفة إضافية بنسبة 15٪ على الدخل الاستثماري أعلى معدل إجمالي على هذا الدخل عند 90٪. في عام 1974، تم رفع معدل الضريبة الأعلى على الدخل المكتسب مرة أخرى إلى 83٪. مع زيادة الدخل الاستثماري، أدى هذا إلى رفع أعلى معدل إجمالي لدخل الاستثمار إلى 98٪، وهو أعلى معدل دائم منذ الحرب. ينطبق هذا على الدخل الذي يزيد عن 20000 جنيه إسترليني (ما يعادل 213,089 جنيهًا إسترلينيًا في شروط عام 2020). في عام 1974، كان ما يصل إلى 750.000 شخص مسؤولين عن دفع أعلى معدل لضريبة الدخل. مارغريت تاتشر، التي فضلت الضرائب غير المباشرة، خفضت معدلات ضريبة الدخل الشخصي خلال الثمانينيات. في الميزانية الأولى بعد فوزها في الانتخابات عام 1979، تم تخفيض النسبة الأعلى من 83٪ إلى 60٪ والمعدل الأساسي من 33٪ إلى 30٪. تم تخفيض المعدل الأساسي مرة أخرى في ثلاث ميزانيات لاحقة، إلى 29٪ في موازنة 1986، و 27٪ في عام 1987 و 25٪ في عام 1988. تم تخفيض المعدل الأعلى لضريبة الدخل إلى 40٪ في موازنة 1988. تم إلغاء الرسوم الإضافية على دخل الاستثمار في عام 1985.
خفضت الحكومات اللاحقة المعدل الأساسي بشكل أكبر، إلى المستوى الحالي البالغ 20٪ في عام 2007. منذ عام 1976 (عندما كان عند 35٪)، تم تخفيض المعدل الأساسي بنسبة 15٪، ولكن هذا الانخفاض قابله إلى حد كبير زيادات في اشتراكات التأمين الوطني وضريبة القيمة المضافة.
في عام 2010، تم إدخال معدل أعلى جديد بنسبة 50٪ على الدخل الذي يزيد عن 150.000 جنيه إسترليني. كانت النتيجة المتوقعة هي أن دافعي الضرائب تخفوا دخلهم، وانخفضت عائدات الخزانة. في ميزانية 2012، تم تخفيض هذا المعدل إلى 45٪ للفترة 2013-2014 ؛ تبع ذلك زيادة في الضريبة التي يدفعها دافعو الضرائب بمعدل إضافي من 38 مليار جنيه إسترليني إلى 46 مليار جنيه إسترليني. قال المستشار جورج أوزبورن إن معدل الضريبة الأقل والأكثر تنافسية هو الذي تسبب في الزيادة.
تم تقديم أسعار الأعمال في إنجلترا وويلز في عام 1990 وهي نسخة محدثة من نظام التصنيف الذي يعود تاريخه إلى قانون الإليزابيثي الفقير لعام 1601. وعلى هذا النحو، تحتفظ أسعار الأعمال بالعديد من الميزات السابقة وتتبع بعض السوابق القضائية الأقدم. أشكال التصنيف. قدم قانون المالية لعام 2004 نظامًا لضريبة الدخل يُعرف باسم «ضريبة الأصول المملوكة مسبقًا» والذي يهدف إلى الحد من استخدام الأساليب الشائعة لتجنب ضريبة الميراث.

## ملخص
تشكل ضريبة الدخل أكبر مصدر منفرد للإيرادات التي تجمعها الحكومة. ثاني أكبر مصدر للإيرادات الحكومية هو مساهمات التأمين الوطني. ثالث أكبر مصدر للإيرادات الحكومية هو ضريبة القيمة المضافة، ورابع أكبر مصدر هو ضريبة الشركات.

### الإقامة والسكن

مخطط دائري يوضح المكونات المتوقعة لإيصالات الضرائب في المملكة المتحدة للسنة الضريبية 2008-2009، وفقًا لميزانية 2008.

يخضع دخل مصدر المملكة المتحدة عمومًا للضرائب البريطانية بغض النظر عن جنسية الفرد ومكان إقامته أو مكان تسجيل الشركة. هذا يعني أن مسؤولية ضريبة الدخل في المملكة المتحدة للفرد الذي ليس مقيمًا ولا مقيمًا بشكل عادي في المملكة المتحدة تقتصر على أي ضريبة يتم خصمها من المصدر على الدخل في المملكة المتحدة، جنبًا إلى جنب مع الضريبة على الدخل من التجارة أو المهنة التي تتم من خلال منشأة دائمة في المملكة المتحدة والضرائب على دخل الإيجار من العقارات في المملكة المتحدة.
الأفراد المقيمون والمقيمون في المملكة المتحدة يخضعون أيضًا للضرائب على دخلهم ومكاسبهم في جميع أنحاء العالم. بالنسبة للأفراد المقيمين ولكن غير المقيمين في المملكة المتحدة («غير محلي»)، فقد تم في الماضي فرض ضريبة على الدخل والمكاسب الأجنبية على أساس التحويلات، أي فقط الدخل والمكاسب المحولة إلى المملكة المتحدة هي الخاضعة للضريبة (بالنسبة إلى مثل هؤلاء الأشخاص تسمى المملكة المتحدة أحيانًا بالملاذ الضريبي). اعتبارًا من 6 أبريل 2008، يلزم وجود شخص طويل الأجل (مقيم في 7 من الأعوام التسعة السابقة) غير مقيم يرغب في الاحتفاظ بأساس التحويل لدفع ضريبة سنوية قدرها 30,000 جنيه إسترليني. علاوة على ذلك، اعتبارًا من 6 أبريل 2017، أصبح الأفراد غير المقيمين الذين كانوا مقيمين في المملكة المتحدة لمدة 15 سنة من أصل 20 سنة ضريبية الماضية مقيمين في المملكة المتحدة لأغراض ضريبية. يتم التعامل مع الأفراد المتأثرين بطريقة مماثلة للأفراد المقيمين في المملكة المتحدة للأغراض الضريبية، من خلال الخضوع لضريبة الدخل وضريبة الأرباح الرأسمالية على أساس النشوء الطبيعي، مع خضوع ممتلكاتهم في جميع أنحاء العالم لضريبة الميراث.
الأفراد المقيمون في المملكة المتحدة غير المقيمين لمدة ثلاث سنوات ضريبية متتالية غير مسؤولين عن ضريبة المملكة المتحدة على دخلهم في جميع أنحاء العالم، وأولئك الذين ليسوا مقيمين لمدة خمس سنوات ضريبية متتالية ليسوا مسؤولين عن ضريبة المملكة المتحدة على مكاسبهم الرأسمالية في جميع أنحاء العالم. يتم تصنيف أي شخص موجود فعليًا في المملكة المتحدة لمدة 183 يومًا أو أكثر في السنة الضريبية كمقيم في تلك السنة.
الموطن هنا مصطلح ذو معنى تقني. تقريبًا، يسكن الفرد في المملكة المتحدة إذا كان قد ولد هناك، أو إذا كانت المملكة المتحدة هي موطنه الدائم؛ لا يكونون مقيمين في المملكة المتحدة إذا كانوا قد ولدوا خارج المملكة المتحدة ولا ينوون البقاء بشكل دائم.
تكون الشركة مقيمة في المملكة المتحدة إذا تم تأسيسها هناك أو إذا كانت هناك إدارتها المركزية والتحكم فيها (على الرغم من أنه في الحالة السابقة يمكن أن تكون الشركة مقيمة في ولاية قضائية أخرى في ظروف معينة حيث تنطبق معاهدة ضريبية).
يمكن تجنب الازدواج الضريبي على الدخل والمكاسب من خلال معاهدة ضريبية مزدوجة سارية؛ المملكة المتحدة لديها واحدة من أكبر شبكات المعاهدات في أي بلد.

#### أمثلة على حالة non-dom
يصنف معظم العمال المهاجرين (بما في ذلك من داخل المنطقة الاقتصادية الأوروبية) على أنهم غير مهاجرين. ومع ذلك، نظرًا لأن الإعفاء غير المحلي ينطبق فقط على الدخل من خارج المملكة المتحدة، فإن غالبية الأشخاص الذين يستخدمون الإعفاء الضريبي هم أفراد أثرياء لديهم دخل كبير من خارج المملكة المتحدة (على سبيل المثال من المدخرات الأجنبية). يشمل هؤلاء الأفراد عادةً كبار المديرين التنفيذيين في الشركة والمصرفيين والمحامين وأصحاب الأعمال وفناني التسجيل الدوليين.

### السنة الضريبية
تسمى السنة الضريبية أحيانًا «السنة المالية». يمكن اختيار السنة المحاسبية للشركة، والتي لها بعض الأهمية لأغراض ضرائب الشركات، من قبل الشركة وغالبًا ما تبدأ من 1 أبريل إلى 31 مارس، بما يتماشى مع السنة المالية.
تمتد السنة الضريبية الشخصية البريطانية من 6 إلى 5 أبريل في العام التالي. 

## الضرائب الشخصية

### ضريبة الدخل

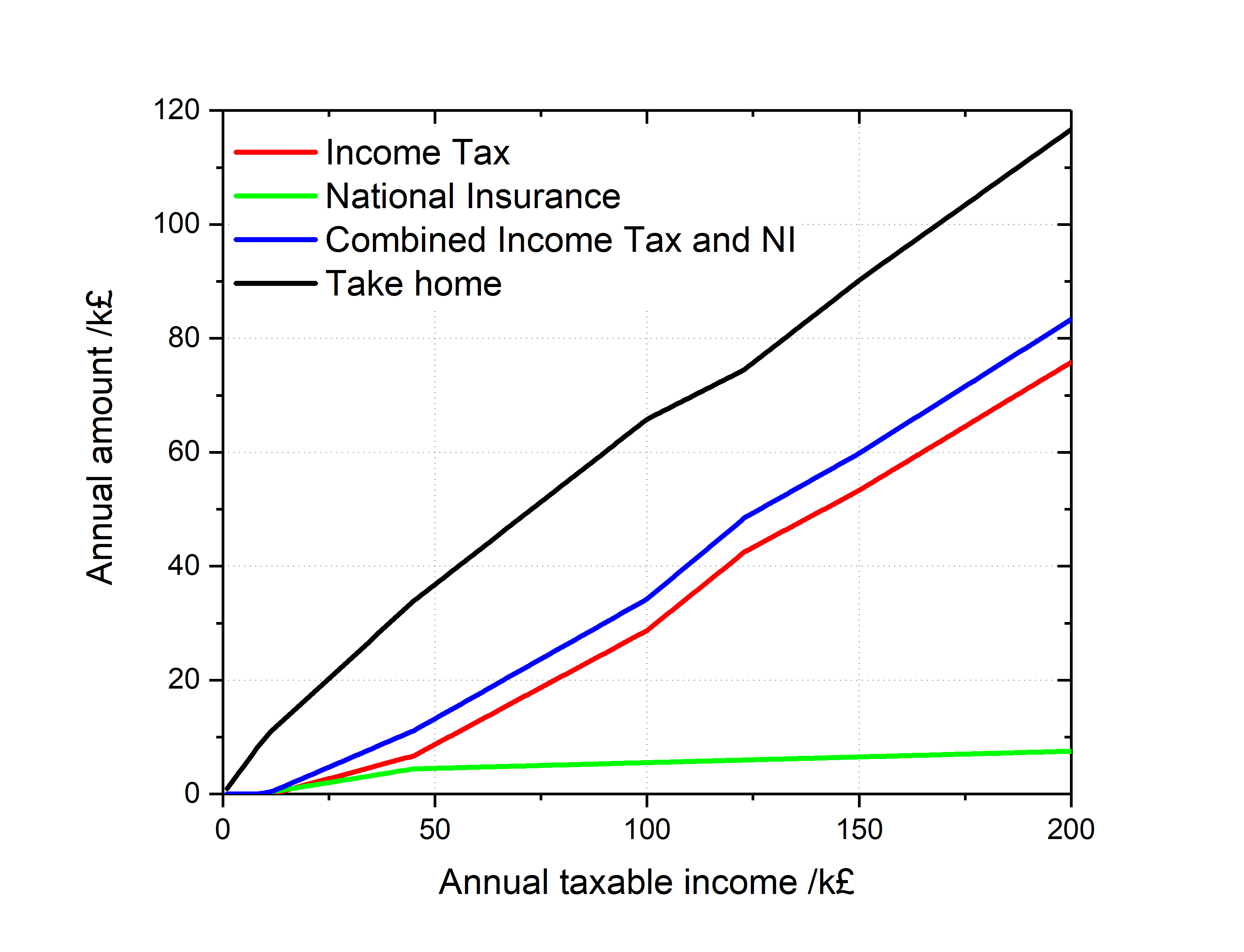
ضريبة الدخل ورسوم التأمين الوطني في المملكة المتحدة (2016-2017).

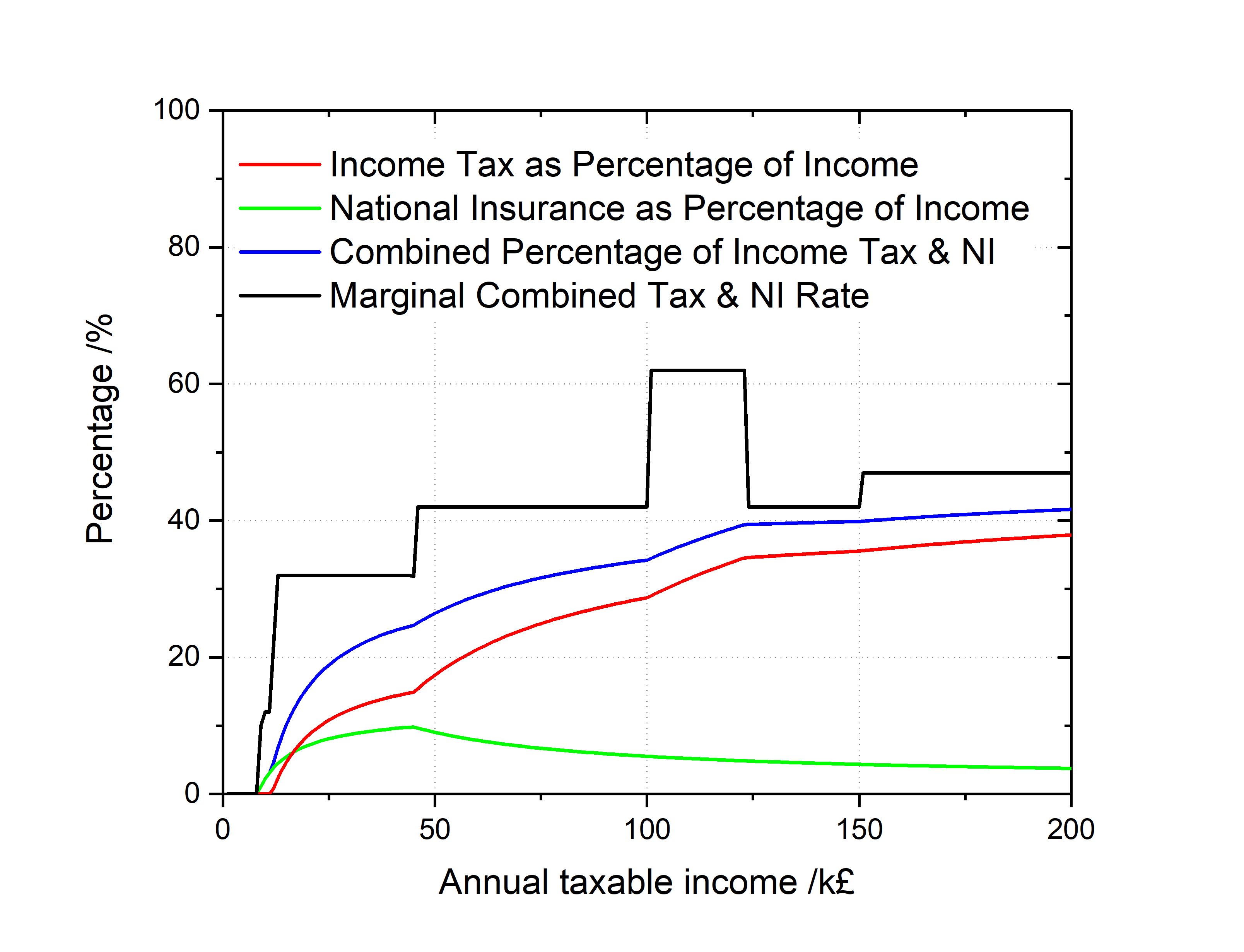
ضريبة الدخل في المملكة المتحدة والتأمين الوطني كنسبة مئوية من الأجر الخاضع للضريبة ، وضريبة الدخل الهامشية ومعدل التأمين الوطني (2016-2017).

النسب المئوية للدخل السنوي لدافعي الضرائب في المملكة المتحدة، قبل ضريبة الدخل وبعدها. في ملف SVG ، مرر مؤشر الماوس فوق الرسم البياني لتمييزه.

ضريبة الدخل هي أكبر مصدر منفرد للإيرادات الحكومية في المملكة المتحدة، وتشكل حوالي 30 في المائة من الإجمالي، تليها مساهمات التأمين الوطني بحوالي 20 في المائة. يتم دفع أكثر من 25٪ من إجمالي عائدات ضريبة الدخل من قبل أعلى 1٪ من دافعي الضرائب، أي دافعي الضرائب ذوي الدخل الأعلى، و 90٪ من إجمالي عائدات ضريبة الدخل يدفعها أعلى 50٪ من دافعي الضرائب ذوي الدخل الأعلى. يتمتع البرلمان الاسكتلندي بالسيطرة الكاملة على معدلات ضريبة الدخل وحدودها على جميع الدخل غير المدخر وغير الموزع الخاضع للضريبة من قبل دافعي الضرائب المقيمين في اسكتلندا.
يحصل كل شخص على مخصص شخصي لضريبة الدخل، ويكون الدخل الذي يصل إلى هذا المبلغ في كل سنة ضريبية معفيًا من الضرائب. حتى العام الضريبي 2025/26، فإن الإعفاء الضريبي لمن هم أقل من 65 عامًا بدخل أقل من 100000 جنيه إسترليني هو 12570 جنيه إسترليني.
يخضع أي دخل يزيد عن البدل الشخصي للضريبة باستخدام عدد من النطاقات:

#### إنجلترا وويلز وأيرلندا الشمالية
يتم تقييم دخل دافع الضرائب للضريبة وفقًا لأمر محدد، مع استخدام الدخل من العمل للعلاوة الشخصية والخضوع للضريبة أولاً، متبوعًا بدخل المدخرات (من الفوائد أو غير المكتسبة بطريقة أخرى) ثم توزيعات الأرباح.
يتم فرض ضريبة على الدخل الأجنبي للمقيمين في المملكة المتحدة كدخل للمملكة المتحدة، ولكن لمنع الازدواج الضريبي، أبرمت المملكة المتحدة اتفاقيات مع العديد من البلدان للسماح بالتعويض عن ضريبة المملكة المتحدة التي تعتبر مدفوعة في الخارج. هذه المبالغ المعتبرة المدفوعة في الخارج ليست بالضرورة بنفس القدر الذي تم دفعه بالفعل.
يتم فرض ضرائب على دخل الإيجار في نشاط استثمار عقاري (مثل شراء العقارات) كإيرادات مدخرات أخرى، بعد السماح بالخصم بما في ذلك فوائد الرهن العقاري. لا يلزم تأمين الرهن العقاري مقابل استلام العقار الإيجار، مع مراعاة حد أقصى لأسعار شراء العقارات التجارية للاستثمار العقاري (أو القيمة السوقية في الوقت الذي تم فيه تحويلها إلى النشاط التجاري). يمكن للمالكين المشتركين أن يقرروا كيفية تقسيم الدخل والمصروفات،  طالما أن أحدهم لا يحقق ربحًا والآخر يخسر. يمكن تقديم الخسائر إلى السنوات اللاحقة.

##### التصنيفات الحالية
| معدل           | توزيعات الارباح        | دخل الادخار | الدخل الآخر (مع التوظيف) | شريحة الضريبة (الدخل فوق بدل الإعفاء من الضرائب) |
| -------------- | ---------------------- | ----------- | ------------------------ | ------------------------------------------------ |
| البدل الشخصي   | 7.5٪ (8.75٪ من 2022)   | 0٪          | 0٪                       | 0 - 12570 جنيه إسترليني                          |
| المعدل الاساسي | 7.5٪ (8.75٪ من 2022)   | 20٪         | 20٪                      | 12571 جنيه إسترليني - 50270 جنيه إسترليني        |
| معدل أعلى      | 32.5٪ (33.75٪ من 2022) | 40٪         | 40٪                      | 50271 جنيه إسترليني - 150 ألف جنيه إسترليني      |
| سعر إضافي      | 38.1٪ (39.35٪ من 2022) | 45٪         | 45٪                      | 150.001 جنيه إسترليني وما فوق                    |

يعكس هذا الجدول إزالة معدل البدء البالغ 10٪ اعتبارًا من أبريل 2008، والذي شهد أيضًا انخفاضًا في معدل ضريبة الدخل بنسبة 22٪ إلى 20٪. اعتبارًا من أبريل 2010، قدمت حكومة العمل معدل ضريبة دخل بنسبة 50 ٪ لأولئك الذين يكسبون أكثر من 150,000 جنيه إسترليني. تم تخفيض عتبة الدخل لمعدل الضريبة المرتفع على الدخل إلى 32,011 في عام 2013.  . رفعت الحكومة الائتلافية هذا البدل في السنوات التالية لعام 2014، وتم تخفيض شريحة الضريبة البالغة 50٪ إلى معدلها الحالي البالغ 45٪. ملحوظة: مقابل كل 2 جنيه إسترليني يتم ربحها أكثر من 100000 جنيه إسترليني، يتم فقد 1 جنيه إسترليني من البدل الشخصي. وهذا يعني بالنسبة للدخل بين 100,001 جنيه إسترليني و 125,140 جنيه إسترليني، فإن معدل ضريبة الدخل الهامشي هو 60٪.

#### اسكتلندا
منذ عام 2017، يتمتع البرلمان الإسكتلندي بسلطة تحديد عتبات النطاق الضريبي (باستثناء البدل الشخصي) بالإضافة إلى المعدلات على جميع الدخل غير المدخر وغير الموزع لأرباح دافعي الضرائب الاسكتلنديين.
| معدل           | معدل ضريبة الدخل | الدخل الإجمالي                              |
| -------------- | ---------------- | ------------------------------------------- |
| معدل المبتدئين | 19٪              | 12571 جنيه إسترليني - 14667 جنيه إسترليني   |
| المعدل الاساسي | 20٪              | 14668 جنيه إسترليني - 25296 جنيه إسترليني   |
| معدل متوسط     | 21٪              | 25297 جنيه إسترليني - 43662 جنيه إسترليني   |
| معدل أعلى      | 41٪              | 43663 جنيه إسترليني - 150 ألف جنيه إسترليني |
| أعلى معدل      | 46٪              | فوق 150,001 جنيه إسترليني                   |

يفترض أن الأفراد يتلقون البدل الشخصي القياسي في المملكة المتحدة.
†† ينخفض البدل الشخصي بمقدار 1 جنيه إسترليني لكل 2 جنيه إسترليني يتم ربحه على 100000 جنيه إسترليني. وهذا يعني بالنسبة للدخل بين 100,001 جنيه إسترليني و 125,140 جنيه إسترليني، فإن معدل ضريبة الدخل الهامشي هو 61.5٪.

#### إعفاءات على الاستثمار

توقعات نفقات الحكومة المركزية في المملكة المتحدة للسنة الضريبية 2009-2010 ، وفقًا لتقرير ما قبل الميزانية لعام 2009.

تتمتع بعض الاستثمارات بحالة تفضيلية ضريبية بما في ذلك:
- سندات الحكومة البريطانية (جلت)

في حين أن جميع الدخل خاضع للضريبة، فإن المكاسب معفاة لأغراض ضريبة الدخل.
- المدخرات والاستثمارات الوطنية

لا تخضع بعض الاستثمارات عبر مخطط التوفير الوطني المملوك للدولة للضريبة بما في ذلك الشهادات المرتبطة بالمؤشر (حتى 15000 جنيه إسترليني لكل إصدار) والسندات المميزة، وهو مخطط يصدر جوائز شهرية بدلاً من الفائدة على المقتنيات الفردية التي تصل إلى 50000 جنيه إسترليني.
- حسابات التوفير الفردية (ISAs)

يتم دفع الفائدة معفاة من الضرائب، في حين يتم دفع توزيعات الأرباح جنبًا إلى جنب مع ائتمان ضريبي للمستثمر والذي يمكن تعويضه بعد ذلك مقابل ضريبة الأرباح المستحقة. بالنسبة لدافع ضريبة السعر الأساسي، فهذا يعني أنه ليس لديهم ضريبة يدفعونها على توزيعات الأرباح. لا يوجد حد إجمالي لمقدار ما يمكن أن يستثمره الشخص في حسابات ISA ، ولكن الاستثمارات الإضافية تقتصر حاليًا على 20000 جنيه إسترليني للفرد سنويًا، سواء في الصناديق النقدية أو الصناديق المشتركة (الصناديق الاستئمانية والوحدات OEICs)، أو الأفراد المختارون ذاتيًا تشارك.
- صناديق التقاعد

هذه لها نفس المعاملة الضريبية مثل ISA من حيث النمو. يتم أيضًا منح الإعفاء الضريبي الكامل بالمعدل الهامشي للفرد على المساهمات أو، في حالة مساهمات صاحب العمل، يتم التعامل معها كمصروف ولا يتم فرض ضريبة على الموظف كمزايا عينية. بصرف النظر عن مبلغ مقطوع معفى من الضرائب قدره 25٪ من الصندوق، فإن الفوائد المأخوذة من صناديق التقاعد تخضع للضريبة.
- صناديق رأس المال الاستثماري

هذه استثمارات في شركات أصغر أو صناديق ممتلكات في مثل هذه الشركات على مدى فترة لا تقل عن خمس سنوات. هذه ليست خاضعة للضريبة وتتأهل للحصول على إعفاء ضريبي بنسبة 30 في المائة مقابل دخل الفرد.
- مخططات الاستثمار المؤسسي

استثمار غير خاضع للضريبة في أسهم شركات أصغر على مدى ثلاث سنوات مؤهلة للحصول على إعفاء ضريبي بنسبة 30٪. كما يسمح التسهيل للفرد بتأجيل التزامات مكاسب رأس المال (يمكن تجريد هذه المكاسب في السنوات المقبلة باستخدام بدل CGT السنوي.)
- مخططات الاستثمار في مؤسسة البذور

استثمار غير خاضع للضريبة في أسهم شركات أصغر على مدى ثلاث سنوات مؤهلة للحصول على إعفاء ضريبي بنسبة 50٪. كما يسمح التسهيل للفرد بتأجيل التزامات مكاسب رأس المال (يمكن تجريد هذه المكاسب في السنوات المقبلة باستخدام بدل CGT السنوي.)
- سندات التأمين

وتشمل سندات الاستثمار الخارجية والداخلية الصادرة عن شركات التأمين. يتمثل الاختلاف الرئيسي بين الاثنين في أن ضريبة الشركات التي يدفعها السند الداخلي تعني أن المكاسب في السند الداخلي يتم التعامل معها كما لو تم دفع ضريبة السعر الأساسي (لا يمكن استرداد هذا من قبل دافعي ضريبة معدل الصفر أو البداية). مع كلا الإصدارين، يمكن الحصول على ما يصل إلى 5 في المائة لكل سنة كاملة من الاستثمار دون التزام ضريبي فوري (يخضع لإجمالي 100 في المائة كحد أقصى من الاستثمار الأصلي). على هذا الأساس، يمكن للمستثمرين التخطيط لتدفق الدخل مع تأجيل أي عمليات سحب قابلة للرسوم حتى يصبحوا على معدل ضرائب أقل، أو لم يعودوا مقيمين في المملكة المتحدة، أو وفاتهم.
- الصناديق والشركات الخارجية

يمكن أن تكون الصناديق في الخارج إذا كان جميع الأمناء غير مقيمين. يمكن لمثل هذه الصناديق أن تمتلك شركات تديرها جهات أجنبية. يمكن أن تكون معدلات ضرائب الشركات أقل في بعض البلدان وحيث لا يزال لدينا معاهدات الازدواج الضريبي. ومع ذلك، نظرًا لإدخال قواعد مكافحة التجنب لفرض الضرائب على صناديق الاستثمار، فإن هذه الهياكل ليست مفيدة لشخص سيبقى مقيماً.

#### استثناءات
تم إعفاء العديد من الحيازات والدخل منها «لأسباب تاريخية». وتشمل هذه:
- الترتيبات الضريبية الخاصة المنخفضة للنظام الملكي، مثل الترتيب الذي تستخدمه العائلة المالكة البريطانية لتجنب ضرائب الميراث.[بحاجة لمصدر][ بحاجة لمصدر ]
- ضريبة دخل مخفضة لفئات خاصة من الأشخاص. على سبيل المثال، غير المقيمين في المملكة المتحدة ولكنهم ليسوا «مقيمين»، لا يخضعون لضريبة الدخل في المملكة المتحدة على دخلهم من خارج المملكة المتحدة بشرط المطالبة بأساس التحويل الضريبي (أو يتم تطبيقه تلقائيًا) وغير المملكة المتحدة لا يتم تحويل الدخل إلى المملكة المتحدة. بعد سبع سنوات من الإقامة الضريبية، يمكن أن ينطوي أساس التحويل على رسوم ضريبية كبيرة وعادة ما يُعتبر المقيمون في المملكة المتحدة مقيمين في المملكة المتحدة بعد خمسة عشر عامًا من الإقامة دون فجوة قدرها خمس سنوات.[32]
- قانون برلماني لحماية إيرل أبينجدون و «ورثته والمتنازل لهم» من دفع ضريبة الدخل على الرسوم على جسر سوينفورد تول .
- عادة ما يتم إعفاء دخل المؤسسات الخيرية من ضريبة الدخل في المملكة المتحدة.

### ضريبة الميراث
تُفرض ضريبة الميراث على «تحويلات القيمة»، أي:
1. أملاك الأشخاص المتوفين؛
2. الهدايا المقدمة في غضون سبع سنوات من الوفاة (المعروفة باسم عمليات النقل المعفاة المحتملة أو «الحيوانات الأليفة»)؛
3. «تحويلات مدفوعة مدى الحياة»، أي تحويلات إلى أنواع معينة من الثقة. انظر ضرائب الصناديق الاستئمانية (المملكة المتحدة).

الشريحة الأولى من التحويلات التراكمية للقيمة (المعروفة باسم «نطاق معدل الصفري») معفاة من الضرائب. تم تحديد هذا الحد حاليًا عند 325000 جنيه إسترليني (السنة الضريبية 2012/13)  وقد فشل مؤخرًا في مواكبة تضخم أسعار المنازل  مما أدى إلى أن حوالي 6 ملايين أسرة تقع حاليًا ضمن نطاق ضريبة الميراث. فوق هذا الحد، يكون المعدل 40 في المائة عند الوفاة أو 36 في المائة إذا كانت الحوزة مؤهلة لمعدل مخفض نتيجة للتبرع الخيري. منذ تشرين الأول (أكتوبر) 2007، يمكن للأزواج والشركاء المدنيين المسجلين زيادة الحد الأدنى على ممتلكاتهم بشكل فعال عند وفاة الشريك الثاني - إلى ما يصل إلى 650 ألف جنيه إسترليني في 2012-2013. يجب على منفذيها أو ممثليهم الشخصيين نقل عتبة ضريبة الميراث غير المستخدمة للزوج الأول أو الشريك المدني أو «نطاق معدل عدم الوجود» إلى الزوج الثاني أو الشريك المدني عند وفاتهم.
تحويلات القيمة بين الزوجين المقيمين في المملكة المتحدة معفاة من الضرائب. تعني التغييرات الأخيرة على الضريبة التي أدخلها قانون المالية لعام 2008 أن النطاقات ذات المعدل الصفري قابلة للتحويل بين الزوجين لتقليل هذا العبء - وهو أمر لم يكن من الممكن القيام به في السابق إلا من خلال إنشاء صناديق ائتمان معقدة.
الهدايا التي يتم تقديمها قبل أكثر من سبع سنوات من الوفاة لا تخضع للضريبة؛ إذا تم إجراؤها بين ثلاث إلى سبع سنوات قبل الوفاة، يتم تطبيق معدل ضريبة الميراث المخفف. هناك بعض الاستثناءات المهمة لهذه المعاملة: أهمها «قاعدة حجز المزايا»، التي تنص على أن الهدية غير فعالة لأغراض ضريبة الميراث إذا استفاد المانح من الأصل بأي شكل من الأشكال بعد الهدية (على سبيل المثال، عن طريق إهداء منزل ولكن الاستمرار في العيش فيه).
لا تُفرض ضريبة الميراث على تركة الأشخاص الذين ماتوا «أثناء الخدمة الفعلية» أو من آثار الجروح التي لحقت بهم أثناء هذه الخدمة ... بغض النظر عن المدة التي قد يستغرقها ذلك إذا كان من الممكن إثبات أنها سبب الوفاة. بالإضافة إلى ذلك، بما أن الزوج المتوفى يخضع لإعفاء من أن النطاق الكامل لمعدل الصفري قابل للتحويل إلى تركة الزوج الباقي على قيد الحياة عند وفاة الورثة.

### ضريبة المجلس
ضريبة المجلس هي نظام الضرائب المحلية المستخدم في إنجلترا،  اسكتلندا  وويلز  لتمويل جزئي للخدمات التي تقدمها الحكومة المحلية في كل بلد. تم تقديمه في عام 1993 بموجب قانون تمويل الحكومة المحلية لعام 1992، ليخلف رسم المجتمع غير المحبوب («ضريبة الرأي»)، والذي حل (لفترة وجيزة) محل نظام الأسعار. أساس الضريبة هو الملكية السكنية، مع خصومات للأفراد. اعتبارًا من عام 2008، كان متوسط الضريبة السنوية على عقار في إنجلترا 1146 جنيهًا إسترلينيًا. في 2006-2007 بلغت ضريبة المجلس في إنجلترا 22.4 مليار جنيه إسترليني  و 10.8 مليار جنيه إسترليني إضافية في المبيعات والرسوم والتكاليف، 

## ضرائب ورسوم المبيعات

### ضريبة القيمة المضافة
ثالث أكبر مصدر للإيرادات الحكومية هو ضريبة القيمة المضافة (VAT)، التي تُفرض بنسبة 20% على توريدات السلع والخدمات. لذلك فهي ضريبة على الإنفاق الاستهلاكي.
تُعفى بعض السلع والخدمات من ضريبة القيمة المضافة، ويخضع البعض الآخر لضريبة القيمة المضافة بمعدل أقل بنسبة 5 في المائة (المعدل المخفض، مثل إمدادات الغاز المنزلي) أو 0 في المائة («خاضعة للضريبة بنسبة الصفر»، مثل معظم الأطعمة وملابس الأطفال). تهدف الإعفاءات إلى تخفيف العبء الضريبي عن الضروريات مع وضع الضريبة الكاملة على الكماليات، ولكن تنشأ خلافات على أساس الفروق الدقيقة، مثل «قضية كعكة يافا» سيئة السمعة والتي تتوقف على ما إذا كانت كعك يافا مصنفة على أنها كعكات (خاضعة لنسبة الصفر) - كما تقرر في النهاية - أو (خاضع للضريبة بالكامل) بسكويت مغطى بالشوكولاتة. حتى عام 2001، تم فرض ضريبة القيمة المضافة بالسعر الكامل على المناشف الصحية.
تم تقديمه في عام 1973، نتيجة لانضمام بريطانيا إلى المجموعة الاقتصادية الأوروبية، بمعدل قياسي قدره 10 في المائة. في يوليو 1974، أصبح المعدل القياسي 8 بالمائة، واعتبارًا من أكتوبر من ذلك العام تم فرض ضريبة على البنزين بمعدل أعلى جديد يبلغ 25 بالمائة. في ميزانية أبريل 1975 تم توسيع المعدل الأعلى ليشمل مجموعة واسعة من السلع «الكمالية». في موازنة أبريل 1976 تم تخفيض النسبة الأعلى بنسبة 25٪ إلى 12.5٪. في 18 يونيو 1979، تم إلغاء المعدل الأعلى وتم تحديد ضريبة القيمة المضافة بمعدل واحد بنسبة 15 في المائة. في عام 1991 أصبح هذا 17.5 في المائة، على الرغم من أنه عندما تمت إضافة الوقود المحلي والطاقة إلى المخطط في عام 1994، تم تحصيله بمعدل جديد أقل بنسبة 8 في المائة. في سبتمبر 1997، تم تخفيض هذا المعدل المنخفض إلى 5 بالمائة وتم تمديده ليشمل مختلف المواد الموفرة للطاقة (من 1 يوليو 1998)، الحماية الصحية (من 1 يناير 2001)، مقاعد سيارات الأطفال (من 1 أبريل 2001)، التحويل والتجديد بعض العقارات السكنية (من 12 مايو 2001)، وسائل منع الحمل (من 1 يوليو 2006) ومنتجات الإقلاع عن التدخين (من 1 يوليو 2007).
في 1 ديسمبر 2008، تم تخفيض ضريبة القيمة المضافة إلى 15 بالمائة، كرد فعل على الركود في أواخر العقد الأول من القرن الحادي والعشرين، من قبل المستشار أليستير دارلينج.
في 4 يناير 2011، تم رفع ضريبة القيمة المضافة إلى 20 بالمائة من قبل المستشار جورج أوزبورن، حيث بقيت.

### الرسوم المفروضة
يتم فرض رسوم المكوس على وقود السيارات والكحول والتبغ والمراهنات والمركبات، من بين أشياء أخرى.

### رسوم الضريبة
يتم فرض رسوم الطوابع على نقل الأسهم وبعض الأوراق المالية بمعدل 0.5 بالمائة. تُفرض الإصدارات المحدثة من رسوم الطوابع وضريبة الأراضي وضريبة الطوابع الاحتياطية على التوالي على نقل الملكية العقارية والأسهم والأوراق المالية، بمعدلات تصل إلى 4 في المائة و 0.5 في المائة على التوالي.

### ضرائب السيارات
تشمل ضرائب السيارات: رسوم الوقود (التي تجذب نفسها أيضًا ضريبة القيمة المضافة)، ورسوم المركبات . تشمل الرسوم والتكاليف الأخرى رسوم الازدحام في لندن ، ورسوم قانونية مختلفة بما في ذلك رسوم الاختبار الإجباري للمركبة وتلك الخاصة بتسجيل السيارة ، وفي بعض المناطق وقوف السيارات في الشارع (بالإضافة إلى الرسوم المرتبطة بالانتهاكات).

## ضرائب الأعمال

### الضريبة على الشركات

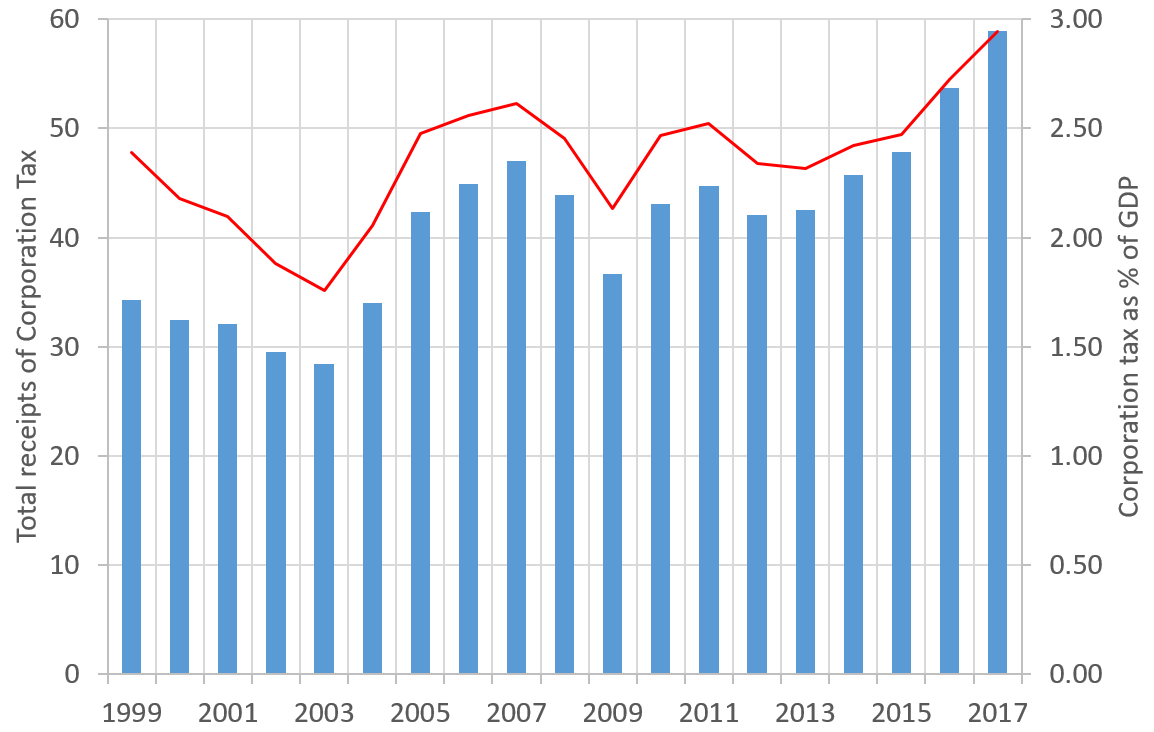
إيصالات ضرائب الشركات في المملكة المتحدة من 1999 إلى 2017 ، من حيث القيمة المطلقة وكما ٪ من الناتج المحلي الإجمالي.

ضريبة الشركات هي ضريبة تُفرض في المملكة المتحدة على الأرباح التي تحققها الشركات وعلى أرباح المؤسسات الدائمة للشركات والجمعيات غير المقيمة في المملكة المتحدة التي تتاجر في الاتحاد الأوروبي.
تشكل ضريبة الشركات رابع أكبر مصدر للإيرادات الحكومية (بعد الدخل و NIC وضريبة القيمة المضافة). قبل سن الضريبة في 1 أبريل 1965، دفعت الشركات والأفراد نفس ضريبة الدخل ، مع ضريبة أرباح إضافية مفروضة على الشركات. استبدل قانون المالية لعام 1965  هذا الهيكل للشركات والجمعيات بضريبة واحدة على الشركات ، والتي اقترضت هيكلها الأساسي وقواعدها من نظام ضريبة الدخل. منذ عام 1997، عمل مشروع إعادة كتابة قانون الضرائب  على تحديث التشريعات الضريبية في المملكة المتحدة ، بدءًا من ضريبة الدخل ، بينما تم تعديل التشريع الذي يفرض ضريبة الشركات نفسه ؛ وهكذا اختلفت القواعد التي تحكم ضريبة الدخل وضريبة الشركات.

### معدلات الأعمال
أسعار الأعمال هي الاسم الشائع الاستخدام للأسعار غير المحلية ، وهو معدل أو ضريبة يتم فرضها على شاغلي الممتلكات غير المحلية. تشكل معدلات الأعمال جزءًا من تمويل الحكومة المحلية ، ويتم جمعها بواسطتها ، ولكن بدلاً من الاحتفاظ بالإيصالات مباشرة ، يتم تجميعها مركزيًا ثم إعادة توزيعها. في 2005-2006، تم جمع 19.9 مليار جنيه إسترليني في معدلات الأعمال ، وهو ما يمثل 4.35 في المائة من إجمالي الدخل الضريبي في المملكة المتحدة.
معدلات الأعمال هي ضريبة الأملاك ، حيث يتم تقييم كل عقار غير محلي بقيمة قابلة للتقييم ، معبرًا عنها بالجنيه. تمثل القيمة القابلة للتقييم على نطاق واسع الإيجار السنوي للعقار الذي كان يمكن تأجيره في تاريخ تقييم معين وفقًا لمجموعة من الافتراضات. ثم يتم حساب الفاتورة الفعلية المستحقة الدفع باستخدام مُضاعِف تحدده الحكومة المركزية ، وتطبيق أي إعفاءات.

## ضرائب الأعمال والضرائب الشخصية
يتم دفع بعض الضرائب ، حسب الظروف ، من قبل الأفراد والشركات ، والحكومة

### اشتراكات التأمين الوطنية
ثاني أكبر مصدر للإيرادات الحكومية هو مساهمات التأمين الوطني. تُدفع بطاقات التأمين الوطني من قبل الموظفين وأصحاب العمل والعاملين لحسابهم الخاص وفي السنة الضريبية 2010-2011 تم جمع 96.5 مليار جنيه إسترليني ، 21.5 في المائة من الإجمالي المحصل من قبل HMRC.
يدفع الموظفون وأصحاب العمل الاشتراكات وفقًا لتصنيف معقد يعتمد على نوع العمل والدخل. يتم فرض رسوم على NIC من الفئة 1 (الأشخاص العاملون) بناءً على عتبات الدخل المختلفة وعدد من العوامل الأخرى بما في ذلك العمر ونوع نظام التقاعد المهني الذي يساهم فيه الموظف و / أو صاحب العمل وما إذا كان الموظف محيطًا أم لا بحار المنتهية ولايته. تحتفظ بعض النساء المتزوجات اللاتي اخترن دفع اشتراكات مخفضة (مقابل مزايا مخفضة) قبل عام 1977 بهذا الحق لأسباب تاريخية.
يدفع أرباب العمل أيضًا مساهمات على العديد من المزايا العينية المقدمة للموظفين (مثل سيارات الشركة) وعلى الالتزامات الضريبية التي يتم الوفاء بها نيابة عن الموظفين عبر «اتفاقية تسوية PAYE».
توجد ترتيبات منفصلة للأشخاص العاملين لحسابهم الخاص ، والذين عادة ما يكونون مسؤولين عن NIC من الفئة 2 ذات المعدل الثابت والفئة 4 المتعلقة بالدخل ، وكذلك بالنسبة لبعض العاملين في القطاع التطوعي.

### ضريبة الرعاية الصحية والاجتماعية
في 7 سبتمبر 2021، أعلن رئيس الوزراء بوريس جونسون أنه سيتم إدخال ضريبة جديدة اعتبارًا من أبريل 2023 من أجل تمويل تراكم الخدمات الصحية الوطنية نتيجة لوباء COVID-19 وإصلاح الرعاية الاجتماعية في إنجلترا. سيكون للضريبة تطبيق مماثل للـ NIC وسيتم فرضها على كل من الموظفين وأرباب العمل بمعدل 1.25٪ على أرباح الفرد. ومع ذلك ، سيكون أيضًا مستحق الدفع بعد سن التقاعد للولاية ، وهذا ليس هو الحال بالنسبة لشركات التأمين الوطنية. من أبريل 2022 إلى مارس 2023، سيتم تطبيق الزيادة بنسبة 1.25٪ مؤقتًا على بطاقات NIC لإعطاء HMRC الوقت لإجراء التغييرات المطلوبة من أجل فرض الضريبة.

### ضريبة الأرباح الرأسمالية
تخضع الأرباح الرأسمالية للضريبة بنسبة 10 أو 20 في المائة (18 أو 28 لأرباح رأس المال المتعلقة بالممتلكات السكنية) (للأفراد) أو بالمعدل الهامشي المطبق لضريبة الشركات (للشركات).
المبدأ الأساسي هو نفسه بالنسبة للأفراد والشركات - تنطبق الضريبة فقط على التخلص من الأصول الرأسمالية ، ويتم حساب مبلغ الربح على أنه الفرق بين عائدات التخلص و «التكلفة الأساسية»، التي تمثل سعر الشراء الأصلي بالإضافة إلى النفقات ذات الصلة المسموح بها. ومع ذلك ، اعتبارًا من 6 أبريل 2008، يختلف السعر والإعفاءات المطبقة على المكاسب المحملة بين الأفراد والشركات. تطبق الشركات «تخفيف المقايسة» على التكلفة الأساسية ، وزيادتها وفقًا لمؤشر أسعار التجزئة بحيث (بشكل عام) يتم احتساب المكسب على أساس ما بعد التضخم (مع تطبيق قواعد مختلفة على المكاسب المتراكمة قبل مارس 1982). يخضع المكسب بعد ذلك للضريبة بالمعدل الهامشي المطبق لضريبة الشركات.
يتم فرض ضريبة على الأفراد بمعدل ثابت قدره 18 في المائة (أو منذ 22 يونيو 2010، 28 في المائة لدافعي الضرائب ذوي المعدلات المرتفعة) دون تخفيف في المؤشرات. ومع ذلك ، في حالة المطالبة بإغاثة رواد الأعمال ، يظل المعدل 10 بالمائة. يمكن تقديم خسائر رأس المال من السنوات السابقة.
يمكن المطالبة بالنفقات على الأعمال التجارية (مثل أعمال العقارات) التي يقوم بها الفرد كمخصص مقابل مكاسب رأس المال. يعتمد ما إذا كانت النفقات قابلة للمطالبة بها مقابل الدخل (ضرائب الدخل المحتملة) أو رأس المال (من المحتمل أن تؤدي إلى خفض ضريبة أرباح رأس المال) على ما إذا كان هناك تحسين للعقار: إذا لم يكن هناك أي تحسين ، فهو ضد الدخل ؛ إذا كان هناك البعض ، فهو ضد رأس المال.
لا تؤدي التحويلات بين الزوج والزوجة أو بين الشركاء المدنيين إلى بلورة مكاسب رأسمالية ، ولكنها تؤدي بدلاً من ذلك إلى تحويل سعر الشراء (تكلفة الكتاب). بخلاف ذلك ، يتم التعامل مع التحويلات التي يتم إجراؤها كهدايا لأغراض CGT على أنها تتم بالقيمة السوقية في تاريخ التحويل.

## فجوة ضريبية
«الفجوة الضريبية» هي الفرق بين مبلغ الضريبة الذي يجب ، نظريًا ، تحصيله بواسطة HMRC ، مقابل ما يتم تحصيله بالفعل. كانت الفجوة الضريبية في المملكة المتحدة في 2013-2014 تبلغ 34 مليار جنيه إسترليني ، أو 6.4 في المائة من إجمالي الالتزامات الضريبية. يمكن تقسيمها حسب نوع الضريبة
| ضريبة                                              | مقدار                    |
| -------------------------------------------------- | ------------------------ |
| ضريبة الدخل والتأمين الوطني وضريبة أرباح رأس المال | 14.0 مليار جنيه إسترليني |
| ضريبة القيمة المضافة                               | 13.1 مليار جنيه إسترليني |
| ضريبة الشركات                                      | 3.0 مليار جنيه إسترليني  |
| الرسوم المفروضة                                    | 2.7 مليار جنيه إسترليني  |

والسلوك
| سلوك                     | مقدار                    |
| ------------------------ | ------------------------ |
| الاقتصاد الخفي           | 6.2 مليار جنيه إسترليني  |
| الهجمات الإجرامية        | 5.1 مليار جنيه إسترليني  |
| تفسير قانوني             | 4.9 مليار جنيه إسترليني  |
| تهرب                     | 4.4 مليار جنيه إسترليني  |
| عدم أخذ الرعاية المعقولة | 3.9 مليار جنيه إسترليني  |
| تجنب                     | 2.6 مليار جنيه إسترليني  |
| خسارة كاملة              | 27.1 مليار جنيه إسترليني |